# Primetime Emmy Award voor beste vrouwelijke hoofdrol in een dramaserie
De Primetime Emmy Award voor beste vrouwelijke hoofdrol in een dramaserie (Engels: Primetime Emmy Award for Outstanding Lead Actress in a Drama Series) is een televisieprijs die sinds 1954 elk jaar wordt uitgereikt door de Academy of Television Arts & Sciences. Sinds 1966 is de prijs voor een vrouwelijke hoofdrol in een dramaserie, hiervoor werden ook actrices genomineerd die meespeelden in miniseries, televisiefilms en gastoptredens maakten. Ook was er in de begindagen geen onderscheid tussen komedie- of dramaseries, behalve in 1959. In 1954, 1956, 1958, 1960, 1962, 1963 en 1964 werd de prijs gewonnen door een actrice uit een komedieserie, in 1955, 1957 en 1961 door een actrice uit een dramaserie.
Angela Lansbury kreeg twaalf nominaties voor haar rol van Jessica Fletcher in elk seizoen van de serie Murder, She Wrote, maar ze kon geen enkele nominatie verzilveren.

## Winnaars en genomineerden
De winnaars staan bovenaan in vette letters op een gele achtergrond. De overige actrices die werden genomineerd staan eronder vermeld in alfabetische volgorde.
| Legende | Betekenis                                                                                           |
| ------- | --------------------------------------------------------------------------------------------------- |
|         | Winnende actrice                                                                                    |
| #       | Prijs voor een rol in miniserie of televisiefilm in een jaar dat deze categorie niet apart bestond. |
| §       | Prijs voor een gastrol in een jaar dat deze categorie niet apart bestond.                           |

### 1954-1959
| Jaar            | Actrice            | Rol                                    | Serie | Zender |
| --------------- | ------------------ | -------------------------------------- | ----- | ------ |
| 1954 (6e)       |                    |                                        |       |        |
| Eve Arden       | Connie Brooks      | Our Miss Brooks                        | CBS   |        |
| Lucille Ball    | Lucy Ricardo       | I Love Lucy                            | CBS   |        |
| Imogene Coca    | Diverse personages | Your Show of Shows                     | NBC   |        |
| Dinah Shore     | Zichzelf           | The Dinah Shore Show                   | NBC   |        |
| Loretta Young   | Diverse personages | The Loretta Young Show                 | NBC   |        |
| 1955 (7e)       |                    |                                        |       |        |
| Loretta Young   | Diverse personages | The Loretta Young Show                 | CBS   |        |
| Gracie Allen    | Gracie Allen       | The George Burns and Gracie Allen Show | CBS   |        |
| Eve Arden       | Connie Brooks      | Our Miss Brooks                        | CBS   |        |
| Lucille Ball    | Lucy Ricardo       | I Love Lucy                            | CBS   |        |
| Ann Sothern     | Susie McNamara     | Private Secretary                      | CBS   |        |
| 1956 (8e)       |                    |                                        |       |        |
| Lucille Ball    | Lucy Ricardo       | I Love Lucy                            | CBS   |        |
| Gracie Allen    | Gracie Allen       | The George Burns and Gracie Allen Show | CBS   |        |
| Eve Arden       | Connie Brooks      | Our Miss Brooks                        | CBS   |        |
| Jean Hagen      | Margaret Williams  | Make Room for Daddy                    | ABC   |        |
| Ann Sothern     | Susie McNamara     | Private Secretary                      | CBS   |        |
| 1957 (9e)       |                    |                                        |       |        |
| Loretta Young   | Diverse personages | The Loretta Young Show                 | NBC   |        |
| Jan Clayton     | Ellen Miller       | Lassie                                 | CBS   |        |
| Ida Lupino      | Diverse personages | Four Star Playhouse                    | CBS   |        |
| Peggy Wood      | Mama               | Mama                                   | CBS   |        |
| Jane Wyman      | Diverse personages | Fireside Theatre                       | NBC   |        |
| 1958 (10e)      |                    |                                        |       |        |
| Jane Wyatt      | Margaret Anderson  | Father Knows Best                      | NBC   |        |
| Eve Arden       | Liza Hammond       | The Eve Arden Show                     | CBS   |        |
| Spring Byington | Lily Ruskin        | December Bride                         | CBS   |        |
| Jan Clayton     | Ellen Miller       | Lassie                                 | CBS   |        |
| Ida Lupino      | Eve Drake          | Mr. Adams and Eve                      | CBS   |        |
| 1959 (11e)      |                    |                                        |       |        |
| Loretta Young   | Diverse personages | The Loretta Young Show                 | NBC   |        |
| Jan Clayton     | Ellen Miller       | Lassie                                 | CBS   |        |
| Phyllis Kirk    | Nora Charles       | The Thin Man                           | NBC   |        |
| Jane Wyman      | Diverse personages | Fireside Theatre                       | NBC   |        |

### 1960-1969
| Jaar             | Actrice             | Rol                       | Serie | Zender |
| ---------------- | ------------------- | ------------------------- | ----- | ------ |
| 1960 (12e)       |                     |                           |       |        |
| Jane Wyatt       | Margaret Anderson   | Father Knows Best         | CBS   |        |
| Donna Reed       | Donna Stone         | The Donna Reed Show       | ABC   |        |
| Loretta Young    | Diverse personages  | The Loretta Young Show    | NBC   |        |
| 1961 (13e)       |                     |                           |       |        |
| Barbara Stanwyck | Diverse personages  | The Barbara Stanwyck Show | NBC   |        |
| Donna Reed       | Donna Stone         | The Donna Reed Show       | ABC   |        |
| Loretta Young    | Diverse personages  | The Loretta Young Show    | NBC   |        |
| 1962 (14e)       |                     |                           |       |        |
| Shirley Booth    | Hazel Burke         | Hazel                     | NBC   |        |
| Gertrude Berg    | Sarah Green         | The Gertrude Berg Show    | CBS   |        |
| Donna Reed       | Donna Stone         | The Donna Reed Show       | ABC   |        |
| Mary Stuart      | Joanne Gardner      | Search for Tomorrow       | CBS   |        |
| Cara Williams    | Gladys Porter       | Pete and Gladys           | CBS   |        |
| 1963 (15e)       |                     |                           |       |        |
| Shirley Booth    | Hazel Burke         | Hazel                     | NBC   |        |
| Lucille Ball     | Lucy Carmichael     | The Lucy Show             | CBS   |        |
| Shirl Conway     | Liz Thorpe          | The Nurses                | CBS   |        |
| Mary Tyler Moore | Laura Petrie        | The Dick Van Dyke Show    | CBS   |        |
| Irene Ryan       | Granny              | The Beverly Hillbillies   | CBS   |        |
| 1964 (16e)       |                     |                           |       |        |
| Mary Tyler Moore | Laura Petrie        | The Dick Van Dyke Show    | CBS   |        |
| Shirley Booth    | Hazel Burke         | Hazel                     | NBC   |        |
| Patty Duke       | Cathy Lane          | The Patty Duke Show       | ABC   |        |
| Irene Ryan       | Granny              | The Beverly Hillbillies   | CBS   |        |
| Inger Stevens    | Katy Holstrum       | The Farmer's Daughter     | ABC   |        |
| 1965 (17e)       |                     |                           |       |        |
| Geen prijs       |                     |                           |       |        |
| 1966 (18e)       |                     |                           |       |        |
| Barbara Stanwyck | Victoria Barkley    | The Big Valley            | ABC   |        |
| Anne Francis     | Honey West          | Honey West                | ABC   |        |
| Barbara Parkins  | Betty Anderson Cord | Peyton Place              | ABC   |        |
| 1967 (19e)       |                     |                           |       |        |
| Barbara Bain     | Cinnamon Carter     | Mission: Impossible       | CBS   |        |
| Diana Rigg       | Emma Peel           | The Avengers              | ABC   |        |
| Barbara Stanwyck | Victoria Barkley    | The Big Valley            | ABC   |        |
| 1968 (20e)       |                     |                           |       |        |
| Barbara Bain     | Cinnamon Carter     | Mission: Impossible       | CBS   |        |
| Diana Rigg       | Emma Peel           | The Avengers              | ABC   |        |
| Barbara Stanwyck | Victoria Barkley    | The Big Valley            | ABC   |        |
| 1969 (21e)       |                     |                           |       |        |
| Barbara Bain     | Cinnamon Carter     | Mission: Impossible       | CBS   |        |
| Joan Blondell    | Lottie Hatfield     | Here Come the Brides      | ABC   |        |
| Peggy Lipton     | Julie Barnes        | The Mod Squad             | ABC   |        |

### 1970-1979
| Jaar                 | Actrice             | Rol                         | Serie | Zender |
| -------------------- | ------------------- | --------------------------- | ----- | ------ |
| 1970 (22e)           |                     |                             |       |        |
| Susan Hampshire #    | Fleur Mont          | The Forsyte Saga            | NET   |        |
| Joan Blondell        | Lottie Hatfield     | Here Come the Brides        | ABC   |        |
| Peggy Lipton         | Julie Barnes        | The Mod Squad               | ABC   |        |
| 1971 (23e)           |                     |                             |       |        |
| Susan Hampshire #    | Sarah Churchill     | The First Churchills        | PBS   |        |
| Linda Cristal        | Victoria Montoya    | The High Chaparral          | NBC   |        |
| Peggy Lipton         | Julie Barnes        | The Mod Squad               | ABC   |        |
| 1972 (24e)           |                     |                             |       |        |
| Glenda Jackson #     | Queen Elizabeth I   | Elizabeth R                 | PBS   |        |
| Peggy Lipton         | Julie Barnes        | The Mod Squad               | ABC   |        |
| Susan Saint James    | Sally McMillian     | McMillan & Wife             | NBC   |        |
| 1973 (25e)           |                     |                             |       |        |
| Michael Learned      | Olivia Walton       | The Waltons                 | CBS   |        |
| Lynda Day George     | Lisa Casey          | Mission: Impossible         | CBS   |        |
| Susan Saint James    | Sally McMillian     | McMillan & Wife             | NBC   |        |
| 1974 (26e)           |                     |                             |       |        |
| Michael Learned      | Olivia Walton       | The Waltons                 | CBS   |        |
| Jean Marsh           | Rose Buck           | Upstairs, Downstairs        | PBS   |        |
| Jeanette Nolan       | Sally Fergus        | Dirty Sally                 | CBS   |        |
| 1975 (27e)           |                     |                             |       |        |
| Jean Marsh           | Rose Buck           | Upstairs, Downstairs        | PBS   |        |
| Angie Dickinson      | Sgt. Leann Anderson | Police Woman                | NBC   |        |
| Michael Learned      | Olivia Walton       | The Waltons                 | CBS   |        |
| 1976 (28e)           |                     |                             |       |        |
| Michael Learned      | Olivia Walton       | The Waltons                 | CBS   |        |
| Angie Dickinson      | Sgt. Leann Anderson | Police Woman                | NBC   |        |
| Anne Meara           | Kate McShane        | Kate McShane                | CBS   |        |
| Brenda Vaccaro       | Sara Yarnell        | Sara                        | CBS   |        |
| 1977 (29e)           |                     |                             |       |        |
| Lindsay Wagner       | Jaime Sommers       | The Bionic Woman            | ABC   |        |
| Angie Dickinson      | Sgt. Leann Anderson | Police Woman                | NBC   |        |
| Kate Jackson         | Sabrina Duncan      | Charlie's Angels            | ABC   |        |
| Michael Learned      | Olivia Walton       | The Waltons                 | CBS   |        |
| Sada Thompson        | Kate Lawrence       | Family                      | ABC   |        |
| 1978 (30e)           |                     |                             |       |        |
| Sada Thompson        | Kate Lawrence       | Family                      | ABC   |        |
| Melissa Sue Anderson | Mary Ingalls        | Little House on the Prairie | NBC   |        |
| Fionnula Flanagan    | Aunt Molly Culhane  | How the West Was Won        | ABC   |        |
| Kate Jackson         | Sabrina Duncan      | Charlie's Angels            | ABC   |        |
| Michael Learned      | Olivia Walton       | The Waltons                 | CBS   |        |
| Susan Sullivan       | Julie Farr          | Having Babies               | ABC   |        |
| 1979 (31e)           |                     |                             |       |        |
| Mariette Hartley §   | Caroline Fields     | The Incredible Hulk         | CBS   |        |
| Barbara Bel Geddes   | Miss Ellie Ewing    | Dallas                      | CBS   |        |
| Rita Moreno §        | Rita Capkovick      | The Rockford Files          | NBC   |        |
| Sada Thompson        | Kate Lawrence       | Family                      | ABC   |        |

### 1980-1989
| Jaar               | Actrice            | Rol                  | Serie      | Zender |
| ------------------ | ------------------ | -------------------- | ---------- | ------ |
| 1980 (32e)         |                    |                      |            |        |
| Barbara Bel Geddes | Miss Ellie Ewing   | Dallas               | CBS        |        |
| Lauren Bacall §    | Kendall Warren     | The Rockford Files   | NBC        |        |
| Mariette Hartley § | Althea Morgan      | The Rockford Files   | NBC        |        |
| Kristy McNichol    | Buddy Lawrence     | Family               | ABC        |        |
| Sada Thompson      | Kate Lawrence      | Family               | ABC        |        |
| 1981 (33e)         |                    |                      |            |        |
| Barbara Babcock §  | Grace Gardner      | Hill Street Blues    | NBC        |        |
| Barbara Bel Geddes | Miss Ellie Ewing   | Dallas               | CBS        |        |
| Linda Gray         | Sue Ellen Ewing    | Dallas               | CBS        |        |
| Veronica Hamel     | Joyce Davenport    | Hill Street Blues    | NBC        |        |
| Michael Learned    | Mary Benjamin      | Nurse                | CBS        |        |
| Stefanie Powers    | Jennifer Hart      | Hart to Hart         | ABC        |        |
| 1982 (34e)         |                    |                      |            |        |
| Michael Learned    | Mary Benjamin      | Nurse                | CBS        |        |
| Debbie Allen       | Lydia Grant        | Fame                 | NBC        |        |
| Veronica Hamel     | Joyce Davenport    | Hill Street Blues    | NBC        |        |
| Michele Lee        | Karen Fairgate     | Knots Landing        | CBS        |        |
| Stefanie Powers    | Jennifer Hart      | Hart to Hart         | ABC        |        |
| 1983 (35e)         |                    |                      |            |        |
| Tyne Daly          | Mary Beth Lacey    | Cagney & Lacey       | CBS        |        |
| Debbie Allen       | Lydia Grant        | Fame                 | NBC        |        |
| Linda Evans        | Krystle Carrington | Dynasty              | ABC        |        |
| Sharon Gless       | Chris Cagney       | Cagney & Lacey       | CBS        |        |
| Veronica Hamel     | Joyce Davenport    | Hill Street Blues    | NBC        |        |
| 1984 (36e)         |                    |                      |            |        |
| Tyne Daly          | Mary Beth Lacey    | Cagney & Lacey       | CBS        |        |
| Debbie Allen       | Lydia Grant        | Fame                 | Syndicatie |        |
| Joan Collins       | Alexis Colby       | Dynasty              | ABC        |        |
| Sharon Gless       | Chris Cagney       | Cagney & Lacey       | CBS        |        |
| Veronica Hamel     | Joyce Davenport    | Hill Street Blues    | NBC        |        |
| 1985 (37e)         |                    |                      |            |        |
| Tyne Daly          | Mary Beth Lacey    | Cagney & Lacey       | CBS        |        |
| Debbie Allen       | Lydia Grant        | Fame                 | Syndicatie |        |
| Sharon Gless       | Chris Cagney       | Cagney & Lacey       | CBS        |        |
| Veronica Hamel     | Joyce Davenport    | Hill Street Blues    | NBC        |        |
| Angela Lansbury    | Jessica Fletcher   | Murder, She Wrote    | CBS        |        |
| 1986 (38e)         |                    |                      |            |        |
| Sharon Gless       | Chris Cagney       | Cagney & Lacey       | CBS        |        |
| Tyne Daly          | Mary Beth Lacey    | Cagney & Lacey       | CBS        |        |
| Angela Lansbury    | Jessica Fletcher   | Murder, She Wrote    | CBS        |        |
| Cybill Shepherd    | Maddie Hayes       | Moonlighting         | ABC        |        |
| Alfre Woodard      | Roxanne Turner     | St. Elsewhere        | NBC        |        |
| 1987 (39e)         |                    |                      |            |        |
| Sharon Gless       | Chris Cagney       | Cagney & Lacey       | CBS        |        |
| Tyne Daly          | Mary Beth Lacey    | Cagney & Lacey       | CBS        |        |
| Susan Dey          | Grace Van Owen     | L.A. Law             | NBC        |        |
| Jill Eikenberry    | Ann Kelsey         | L.A. Law             | NBC        |        |
| Angela Lansbury    | Jessica Fletcher   | Murder, She Wrote    | CBS        |        |
| 1988 (40e)         |                    |                      |            |        |
| Tyne Daly          | Mary Beth Lacey    | Cagney & Lacey       | CBS        |        |
| Susan Dey          | Grace Van Owen     | L.A. Law             | NBC        |        |
| Jill Eikenberry    | Ann Kelsey         | L.A. Law             | NBC        |        |
| Sharon Gless       | Chris Cagney       | Cagney & Lacey       | CBS        |        |
| Angela Lansbury    | Jessica Fletcher   | Murder, She Wrote    | CBS        |        |
| 1989 (41e)         |                    |                      |            |        |
| Dana Delany        | Colleen McMurphy   | China Beach          | ABC        |        |
| Susan Dey          | Grace Van Owen     | L.A. Law             | NBC        |        |
| Jill Eikenberry    | Ann Kelsey         | L.A. Law             | NBC        |        |
| Linda Hamilton     | Catherine Chandler | Beauty and the Beast | CBS        |        |
| Angela Lansbury    | Jessica Fletcher   | Murder, She Wrote    | CBS        |        |

### 1990-1999
| Jaar               | Actrice                   | Rol                         | Serie |
| ------------------ | ------------------------- | --------------------------- | ----- |
| 1990 (42e)         |                           |                             |       |
| Patricia Wettig    | Nancy Weston              | thirtysomething             |       |
| Dana Delany        | Colleen McMurphy          | China Beach                 |       |
| Jill Eikenberry    | Ann Kelsey                | L.A. Law                    |       |
| Angela Lansbury    | Jessica Fletcher          | Murder, She Wrote           |       |
| Piper Laurie       | Catherine Martell         | Twin Peaks                  |       |
| 1991 (43e)         |                           |                             |       |
| Patricia Wettig    | Nancy Weston              | thirtysomething             |       |
| Dana Delany        | Colleen McMurphy          | China Beach                 |       |
| Sharon Gless       | Rosie O'Neill             | The Trials of Rosie O'Neill |       |
| Angela Lansbury    | Jessica Fletcher          | Murder, She Wrote           |       |
| 1992 (44e)         |                           |                             |       |
| Dana Delany        | Colleen McMurphy          | China Beach                 |       |
| Sharon Gless       | Rosie O'Neill             | The Trials of Rosie O'Neill |       |
| Shirley Knight §   | Melanie Currants          | Law & Order                 |       |
| Angela Lansbury    | Jessica Fletcher          | Murder, She Wrote           |       |
| Kate Nelligan §    | Sydney Carver             | Road to Avonlea             |       |
| Regina Taylor      | Lilly Harper              | I'll Fly Away               |       |
| 1993 (45e)         |                           |                             |       |
| Kathy Baker        | Jill Brock                | Picket Fences               |       |
| Swoosie Kurtz      | Alex Halsey               | Sisters                     |       |
| Angela Lansbury    | Jessica Fletcher          | Murder, She Wrote           |       |
| Regina Taylor      | Lilly                     | I'll Fly Away               |       |
| Janine Turner      | Maggie O'Connell          | Northern Exposure           |       |
| 1994 (46e)         |                           |                             |       |
| Sela Ward          | Teddy Reed                | Sisters                     |       |
| Kathy Baker        | Dr. Jill Brock            | Picket Fences               |       |
| Swoosie Kurtz      | Alex Reed Halsey          | Sisters                     |       |
| Angela Lansbury    | Jessica Fletcher          | Murder, She Wrote           |       |
| Jane Seymour       | Dr. Michaela Quinn        | Dr. Quinn, Medicine Woman   |       |
| 1995 (47e)         |                           |                             |       |
| Kathy Baker        | Dr. Jill Brock            | Picket Fences               |       |
| Claire Danes       | Angela Chase              | My So-Called Life           |       |
| Angela Lansbury    | Jessica Fletcher          | Murder, She Wrote           |       |
| Sherry Stringfield | Dr. Susan Lewis           | ER                          |       |
| Cicely Tyson       | Carrie Grace              | Sweet Justice               |       |
| 1996 (48e)         |                           |                             |       |
| Kathy Baker        | Jill Brock                | Picket Fences               |       |
| Gillian Anderson   | Dana Scully               | The X-Files                 |       |
| Christine Lahti    | Dr. Kathryn Austin (Kate) | Chicago Hope                |       |
| Angela Lansbury    | Jessica Fletcher          | Murder, She Wrote           |       |
| Sherry Stringfield | Dr. Susan Lewis           | ER                          |       |
| 1997 (49e)         |                           |                             |       |
| Gillian Anderson   | Dana Scully               | The X-Files                 |       |
| Roma Downey        | Monica                    | Touched by an Angel         |       |
| Christine Lahti    | Dr. Kathryn Austin        | Chicago Hope                |       |
| Julianna Margulies | Carol Hathaway            | ER                          |       |
| Sherry Stringfield | Dr. Susan Lewis           | ER                          |       |
| 1998 (50e)         |                           |                             |       |
| Christine Lahti    | Dr. Kate Austin           | Chicago Hope                |       |
| Gillian Anderson   | Dana Scully               | The X-Files                 |       |
| Roma Downey        | Monica                    | Touched by an Angel         |       |
| Julianna Margulies | Carol Hathaway            | ER                          |       |
| Jane Seymour       | Dr. Michaela Quinn        | Dr. Quinn, Medicine Woman   |       |
| 1999 (51e)         |                           |                             |       |
| Edie Falco         | Carmela Soprano           | The Sopranos                |       |
| Gillian Anderson   | Agent Dana Scully         | The X-Files                 |       |
| Lorraine Bracco    | Dr. Jennifer Melfi        | The Sopranos                |       |
| Christine Lahti    | Dr. Kate Austin           | Chicago Hope                |       |
| Julianna Margulies | Carol Hathaway            | ER                          |       |

### 2000-2010
| Jaar               | Actrice                           | Rol                               | Serie |
| ------------------ | --------------------------------- | --------------------------------- | ----- |
| 2000 (52e)         |                                   |                                   |       |
| Sela Ward          | Lily Manning                      | Once and Again                    |       |
| Lorraine Bracco    | Dr. Jennifer Melfi                | The Sopranos                      |       |
| Amy Brenneman      | Amy                               | Judging Amy                       |       |
| Edie Falco         | Carmela Soprano                   | The Sopranos                      |       |
| Julianna Margulies | Head Nurse Carol Hathaway         | ER                                |       |
| 2001 (53e)         |                                   |                                   |       |
| Edie Falco         | Carmela Soprano                   | The Sopranos                      |       |
| Lorraine Bracco    | Dr. Jennifer Melfi                | The Sopranos                      |       |
| Amy Brenneman      | Judge Amy Gray                    | Judging Amy                       |       |
| Marg Helgenberger  | Catherine Willows                 | CSI: Crime Scene Investigation    |       |
| Sela Ward          | Lily Manning                      | Once and Again                    |       |
| 2002 (54e)         |                                   |                                   |       |
| Allison Janney     | C.J. Cregg                        | The West Wing                     |       |
| Amy Brenneman      | Judge Amy Gray                    | Judging Amy                       |       |
| Frances Conroy     | Ruth Fisher                       | Six Feet Under                    |       |
| Jennifer Garner    | Sydney Bristow                    | Alias                             |       |
| Rachel Griffiths   | Brenda Chenowith                  | Six Feet Under                    |       |
| 2003 (55e)         |                                   |                                   |       |
| Edie Falco         | Carmela Soprano                   | The Sopranos                      |       |
| Frances Conroy     | Ruth Fisher                       | Six Feet Under                    |       |
| Jennifer Garner    | Sydney Bristow                    | Alias                             |       |
| Marg Helgenberger  | Catherine Willows                 | CSI: Crime Scene Investigation    |       |
| Allison Janney     | C.J. Cregg                        | The West Wing                     |       |
| 2004 (56e)         |                                   |                                   |       |
| Allison Janney     | C.J. Cregg                        | The West Wing                     |       |
| Edie Falco         | Carmela Soprano                   | The Sopranos                      |       |
| Jennifer Garner    | Sydney Bristow                    | Alias                             |       |
| Mariska Hargitay   | Detective Olivia Benson           | Law & Order: Special Victims Unit |       |
| Amber Tamblyn      | Joan Girardi                      | Joan of Arcadia                   |       |
| 2005 (57e)         |                                   |                                   |       |
| Patricia Arquette  | Allison DuBois                    | Medium                            |       |
| Glenn Close        | Capt. Monica Rawling              | The Shield                        |       |
| Frances Conroy     | Ruth Fisher                       | Six Feet Under                    |       |
| Jennifer Garner    | Sydney Bristow                    | Alias                             |       |
| Mariska Hargitay   | Detective Olivia Benson           | Law & Order: Special Victims Unit |       |
| 2006 (58e)         |                                   |                                   |       |
| Mariska Hargitay   | Detective Olivia Benson           | Law & Order: Special Victims Unit |       |
| Frances Conroy     | Ruth Fisher                       | Six Feet Under                    |       |
| Geena Davis        | Mackenzie Allen                   | Commander in Chief                |       |
| Allison Janney     | C.J. Cregg                        | The West Wing                     |       |
| Kyra Sedgwick      | Deputy Chief Brenda Leigh Johnson | The Closer                        |       |
| 2007 (59e)         |                                   |                                   |       |
| Sally Field        | Nora Walker                       | Brothers & Sisters                |       |
| Patricia Arquette  | Allison DuBois                    | Medium                            |       |
| Minnie Driver      | Dahlia Malloy                     | The Riches                        |       |
| Edie Falco         | Carmela Soprano                   | The Sopranos                      |       |
| Mariska Hargitay   | Detective Olivia Benson           | Law & Order: Special Victims Unit |       |
| Kyra Sedgwick      | Dep. Chief Brenda Leigh Johnson   | The Closer                        |       |
| 2008 (60e)         |                                   |                                   |       |
| Glenn Close        | Patty Hewes                       | Damages                           |       |
| Sally Field        | Nora Holden-Walker                | Brothers & Sisters                |       |
| Mariska Hargitay   | Olivia Benson                     | Law & Order: Special Victims Unit |       |
| Holly Hunter       | Grace Hanadarko                   | Saving Grace                      |       |
| Kyra Sedgwick      | Deputy Chief Brenda Johnson       | The Closer                        |       |
| 2009 (61e)         |                                   |                                   |       |
| Glenn Close        | Patty Hewes                       | Damages                           |       |
| Sally Field        | Nora Walker                       | Brothers & Sisters                |       |
| Mariska Hargitay   | Detective Olivia Benson           | Law & Order: Special Victims Unit |       |
| Holly Hunter       | Grace Hanadarko                   | Saving Grace                      |       |
| Elisabeth Moss     | Peggy Olson                       | Mad Men                           |       |
| Kyra Sedgwick      | Brenda Leigh Johnson              | The Closer                        |       |

### 2010-2019
| Jaar               | Actrice                     | Rol                               | Serie |
| ------------------ | --------------------------- | --------------------------------- | ----- |
| 2010 (62e)         |                             |                                   |       |
| Kyra Sedgwick      | Deputy Chief Brenda Johnson | The Closer                        |       |
| Connie Britton     | Tami Taylor                 | Friday Night Lights               |       |
| Glenn Close        | Patty Hewes                 | Damages                           |       |
| Mariska Hargitay   | Det. Olivia Benson          | Law & Order: Special Victims Unit |       |
| January Jones      | Betty Draper                | Mad Men                           |       |
| Julianna Margulies | Alicia Florrick             | The Good Wife                     |       |
| 2011 (63e)         |                             |                                   |       |
| Julianna Margulies | Alicia Florrick             | The Good Wife                     |       |
| Kathy Bates        | Harriet "Harry" Korn        | Harry's Law                       |       |
| Connie Britton     | Tami Taylor                 | Friday Night Lights               |       |
| Mireille Enos      | Sarah Linden                | The Killing                       |       |
| Mariska Hargitay   | Detective Olivia Benson     | Law & Order: Special Victims Unit |       |
| Elisabeth Moss     | Peggy Olson                 | Mad Men                           |       |
| 2012 (64e)         |                             |                                   |       |
| Claire Danes       | Carrie Mathison             | Homeland                          |       |
| Kathy Bates        | Harriet Korn                | Harry's Law                       |       |
| Glenn Close        | Patty Hewes                 | Damages                           |       |
| Michelle Dockery   | Lady Mary Crawley           | Downton Abbey                     |       |
| Julianna Margulies | Alicia Florrick             | The Good Wife                     |       |
| Elisabeth Moss     | Peggy Olson                 | Mad Men                           |       |
| 2013 (65e)         |                             |                                   |       |
| Claire Danes       | Carrie Mathison             | Homeland                          |       |
| Connie Britton     | Rayna Jaymes                | Nashville                         |       |
| Michelle Dockery   | Lady Mary Crawley           | Downton Abbey                     |       |
| Vera Farmiga       | Norma Bates                 | Bates Motel                       |       |
| Elisabeth Moss     | Peggy Olson                 | Mad Men                           |       |
| Kerry Washington   | Olivia Pope                 | Scandal                           |       |
| Robin Wright       | Claire Underwood            | House of Cards                    |       |
| 2014 (66e)         |                             |                                   |       |
| Julianna Margulies | Alicia Florrick             | The Good Wife                     |       |
| Lizzy Caplan       | Virginia Johnson            | Masters of Sex                    |       |
| Claire Danes       | Carrie Mathison             | Homeland                          |       |
| Michelle Dockery   | Lady Mary Crawley           | Downton Abbey                     |       |
| Kerry Washington   | Olivia Pope                 | Scandal                           |       |
| Robin Wright       | Claire Underwood            | House of Cards                    |       |
| 2015 (67e)         |                             |                                   |       |
| Viola Davis        | Annalise Keating            | How to Get Away with Murder       |       |
| Claire Danes       | Carrie Mathison             | Homeland                          |       |
| Taraji P. Henson   | Cookie Lyon                 | Empire                            |       |
| Tatiana Maslany    | Diverse personages          | Orphan Black                      |       |
| Elisabeth Moss     | Peggy Olson                 | Mad Men                           |       |
| Robin Wright       | Claire Underwood            | House of Cards                    |       |
| 2016 (68e)         |                             |                                   |       |
| Tatiana Maslany    | Diverse personages          | Orphan Black                      |       |
| Claire Danes       | Carrie Mathison             | Homeland                          |       |
| Viola Davis        | Annalise Keating            | How to Get Away with Murder       |       |
| Taraji P. Henson   | Cookie Lyon                 | Empire                            |       |
| Keri Russell       | Elizabeth Jennings          | The Americans                     |       |
| Robin Wright       | Claire Underwood            | House of Cards                    |       |
| 2017 (69e)         |                             |                                   |       |
| Elisabeth Moss     | Offred                      | The Handmaid's Tale               |       |
| Viola Davis        | Annalise Keating            | How to Get Away with Murder       |       |
| Claire Foy         | Queen Elizabeth II          | The Crown                         |       |
| Keri Russell       | Elizabeth Jennings          | The Americans                     |       |
| Evan Rachel Wood   | Dolores                     | Westworld                         |       |
| Robin Wright       | Claire Underwood            | House of Cards                    |       |
| 2018 (70e)         |                             |                                   |       |
| Claire Foy         | Queen Elizabeth II          | The Crown                         |       |
| Tatiana Maslany    | Diverse personages          | Orphan Black                      |       |
| Elisabeth Moss     | Offred / June Osborne       | The Handmaid's Tale               |       |
| Sandra Oh          | Eve Polastri                | Killing Eve                       |       |
| Keri Russell       | Elizabeth Jennings          | The Americans                     |       |
| Evan Rachel Wood   | Dolores                     | Westworld                         |       |
| 2019 (71e)         |                             |                                   |       |
| Jodie Comer        | Villanelle                  | Killing Eve                       |       |
| Emilia Clarke      | Daenerys Targaryen          | Game of Thrones                   |       |
| Viola Davis        | Annalise Keating            | How to Get Away with Murder       |       |
| Laura Linney       | Wendy Byrde                 | Ozark                             |       |
| Mandy Moore        | Rebecca Pearson             | This Is Us                        |       |
| Sandra Oh          | Eve Polastri                | Killing Eve                       |       |
| Robin Wright       | Claire Underwood            | House of Cards                    |       |

### 2020-2029
| Jaar              | Actrice                  | Rol                 | Serie |
| ----------------- | ------------------------ | ------------------- | ----- |
| 2020 (72e)        |                          |                     |       |
| Zendaya           | Rue                      | Euphoria            |       |
| Jennifer Aniston  | Alex Levy                | The Morning Show    |       |
| Olivia Colman     | Queen Elizabeth II       | The Crown           |       |
| Jodie Comer       | Villanelle               | Killing Eve         |       |
| Laura Linney      | Wendy Byrde              | Ozark               |       |
| Sandra Oh         | Eve Polastri             | Killing Eve         |       |
| 2021 (73e)        |                          |                     |       |
| Olivia Colman     | Queen Elizabeth II       | The Crown           |       |
| Uzo Aduba         | Dr. Brooke Taylor        | In Treatment        |       |
| Emma Corrin       | Princess Diana           | The Crown           |       |
| Elisabeth Moss    | June / Offred            | The Handmaid's Tale |       |
| Mj Rodriguez      | Blanca Rodriguez         | Pose                |       |
| Jurnee Smollett   | Letitia "Leti" Lewis     | Lovecraft Country   |       |
| 2022 (74e)        |                          |                     |       |
| Zendaya           | Rue                      | Euphoria            |       |
| Jodie Comer       | Villanelle               | Killing Eve         |       |
| Laura Linney      | Wendy Byrde              | Ozark               |       |
| Melanie Lynskey   | Shauna                   | Yellowjackets       |       |
| Sandra Oh         | Eve Polastri             | Killing Eve         |       |
| Reese Witherspoon | Bradley Jackson          | The Morning Show    |       |
| 2023 (75e)        |                          |                     |       |
| Sarah Snook       | Shiv Roy                 | Succession          |       |
| Sharon Horgan     | Eva Garvey               | Bad Sisters         |       |
| Melanie Lynskey   | Shauna Sadecki           | Yellowjackets       |       |
| Elisabeth Moss    | June Osborne             | The Handmaid's Tale |       |
| Bella Ramsey      | Ellie                    | The Last of Us      |       |
| Keri Russell      | Kate Wyler               | The Diplomat        |       |
| 2024 (76e)        |                          |                     |       |
| Anna Sawai        | Toda Mariko              | Shōgun              |       |
| Jennifer Aniston  | Alex Levy                | The Morning Show    |       |
| Carrie Coon       | Bertha Russell           | The Gilded Age      |       |
| Maya Erskine      | Jane Smith               | Mr. & Mrs. Smith    |       |
| Imelda Staunton   | Queen Elizabeth II       | The Crown           |       |
| Reese Witherspoon | Bradley Jackson          | The Morning Show    |       |
| 2025 (77e)        |                          |                     |       |
| Kathy Bates       | Madeline "Matty" Matlock | Matlock             |       |
| Sharon Horgan     | Eva Garvey               | Bad Sisters         |       |
| Britt Lower       | Helly Riggs / Helena     | Severance           |       |
| Bella Ramsey      | Ellie                    | The Last of Us      |       |
| Keri Russell      | Kate Wyler               | The Diplomat        |       |